# Emetullah Rabia Gülnuş
Titre
Favorite puis épouse du sultan ottoman
Emetullah Rabia Gülnuş ou Māh-Pāra Ummatullāh Rābi'ā Gül-Nûş (de son nom complet en Turc : 
Devletlu İsmetlu Emetullah Rabia Gülnuş Valide Sultan Aliyyetü'ş-şân Hazretleri ; 1642 - 6 novembre
1715) fut la favorite du Sultan ottoman Mehmed IV et Sultane validé de ses fils les Sultans
Mustafa II et Ahmet III.

## Biographie
Emetullah Rabia Gülnuş est née dans la ville de Réthymnon en Crète en 1642, quand l'île était alors
une possession de la république de Venise, elle s'appelait à l'origine Evmania Voria et était d'ethnie
grecque, et était la fille d'un prêtre orthodoxe grec. Il est possible que ses ancêtres paternels
appartiennent à la famille vénitienne Verzzizi.

### Épouse du sultan
Pendant l'invasion de l'île par l'armée ottomane lors de la guerre de Candie (1645-1669), elle fut
capturée durant la prise de Réthymnon en 1646 et emmenée comme esclave à Constantinople. Elle a été
renommée Mahpare (en Turc "tranche de lune"" ) et intégrée au harem du palais de Topkapi.
Elle y reçut une éducation tant bien théologique que culturelle, et attira bientôt l'attention du sultan
Mehmed IV. Célèbre pour ses parties de chasses dans les Balkans qui devenaient de véritables
expéditions (il était surnommé Avcı, "le chasseur"), il avait l'habitude d'emmener ses favorites
durant ces dernières. Ils eurent deux fils qui devinrent sultans, Mustafa II (1664-1703) et Ahmet III (1673-1736) qui
est né à Dobruca lors d'une partie de chasse de son père.
Sa rivalité féroce avec Gülbeyaz, une odalisque de Mehmed IV, a mené cette dernière à une fin tragique.
Le sultan était très enchanté par la compagnie de Gülnuş, mais après l'entrée de Gülbeyaz au Harem, ses sentiments ont
commencé à pencher en sa faveur, ce qui rendit la jeune Crétoise follement jalouse.
Un jour, alors que Gülbeyaz observait la mer assise sur un rocher, Gülnuş la poussa du haut de la falaise et noya
la jeune odalisque. Selon d'autres versions, elle aurait ordonné son étranglement dans le Palais de Kandili.

### Sultane validé

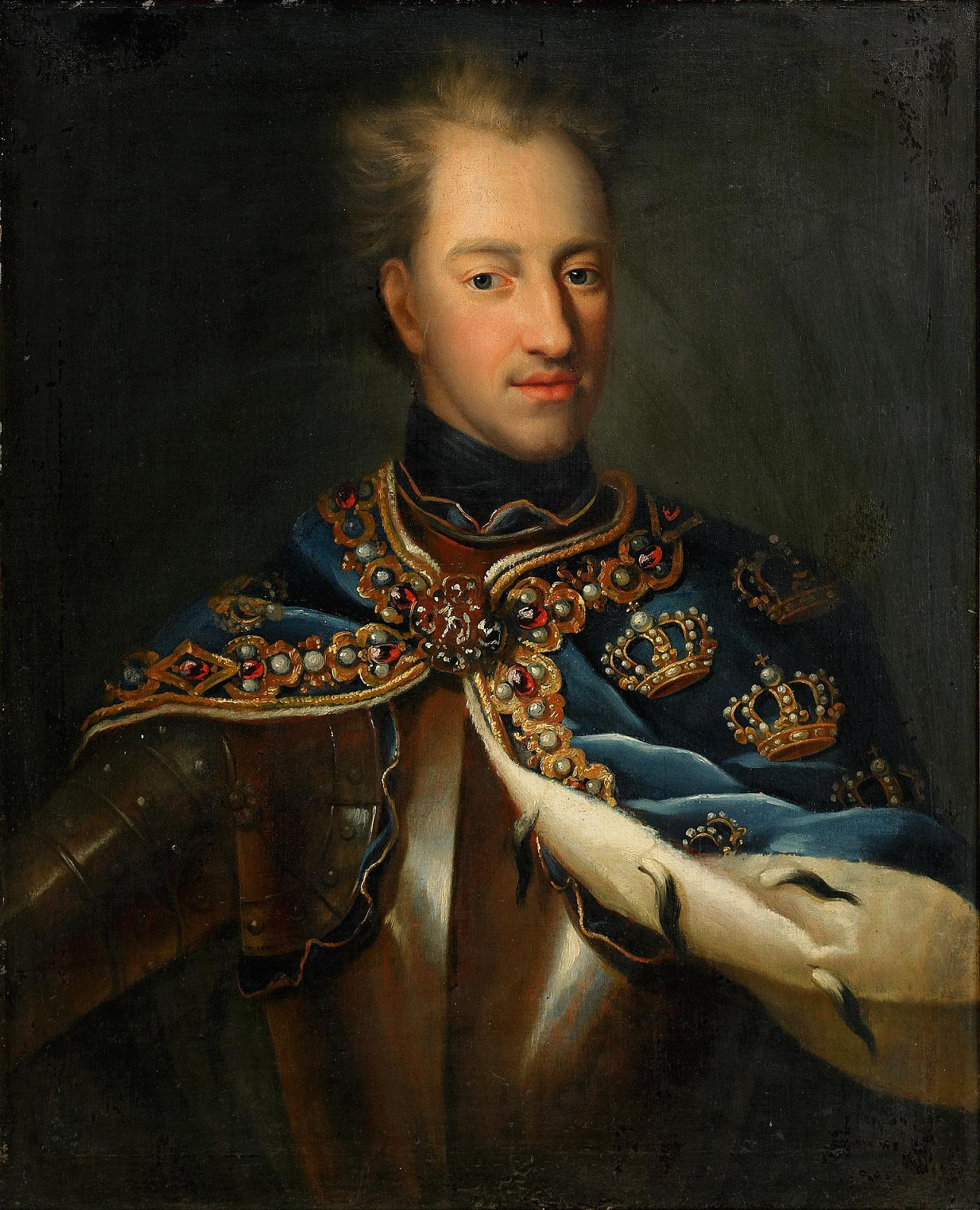
Charles XII de Suède, qui entretint une correspondance avec Emetullah Rabia Gülnuş.

Gülnuş devient sultane validé en 1695 lorsque son fils aîné, Mustafa II monte sur le trône, elle
gardera cette position durant les règnes de ses deux fils. Elle possédait une certaine influence dans les
affaires politiques de l'Empire, c'est à elle que l'on a demandé de confirmer la succession d'Ahmet III.
Elle fut aussi la dernière haseki de l'histoire ottomane.
Elle conseilla notamment son fils durant la guerre contre le tsarat de Russie en 1711.
En 1709, le roi Charles XII de Suède, alors blessé et défait à la bataille de Poltava s'installe 
en urgence dans la ville de Tighina, en principauté de Moldavie, vassale de l'Empire ottoman, il y 
demande l'aide du sultan afin de former front commun.
Le souverain scandinave envoie deux messagers à Constantinople, Stanislaw Poniatowski et Thomas Funck 
qui soudoient un converti nommé Goin, d'origine française, médecin au Sérail.
Ce dernier leur arrangea une rencontre avec une esclave juive, qui remit une lettre à la sultane validé.
Ils furent alors présentés à l'eunuque hongrois Horwath, très influent au harem, qui
sensibilisa tout l'organe "secondaire" de l'État ottoman.
Gülnuş fut intriguée par le roi de Suède, prit intérêt pour sa cause, et débuta une correspondance
avec lui depuis Tighina.
Le 9 février 1771, l'Empire ottoman déclare officiellement la guerre à la Russie dans le cadre de la
guerre russo-turque de 1710-1711, le sultan ayant été convaincu par sa mère que Charles était un
homme de valeur et de confiance.

### Décès
Sultane validé durant vingt ans, elle décède le 6 novembre 1715 à Edirne, pendant le règne de son second fils
Ahmet III, juste avant que l'ère des tulipes ne débute.
Elle fut enterrée près de la mosquée Yeni Valide qu'elle avait érigée.

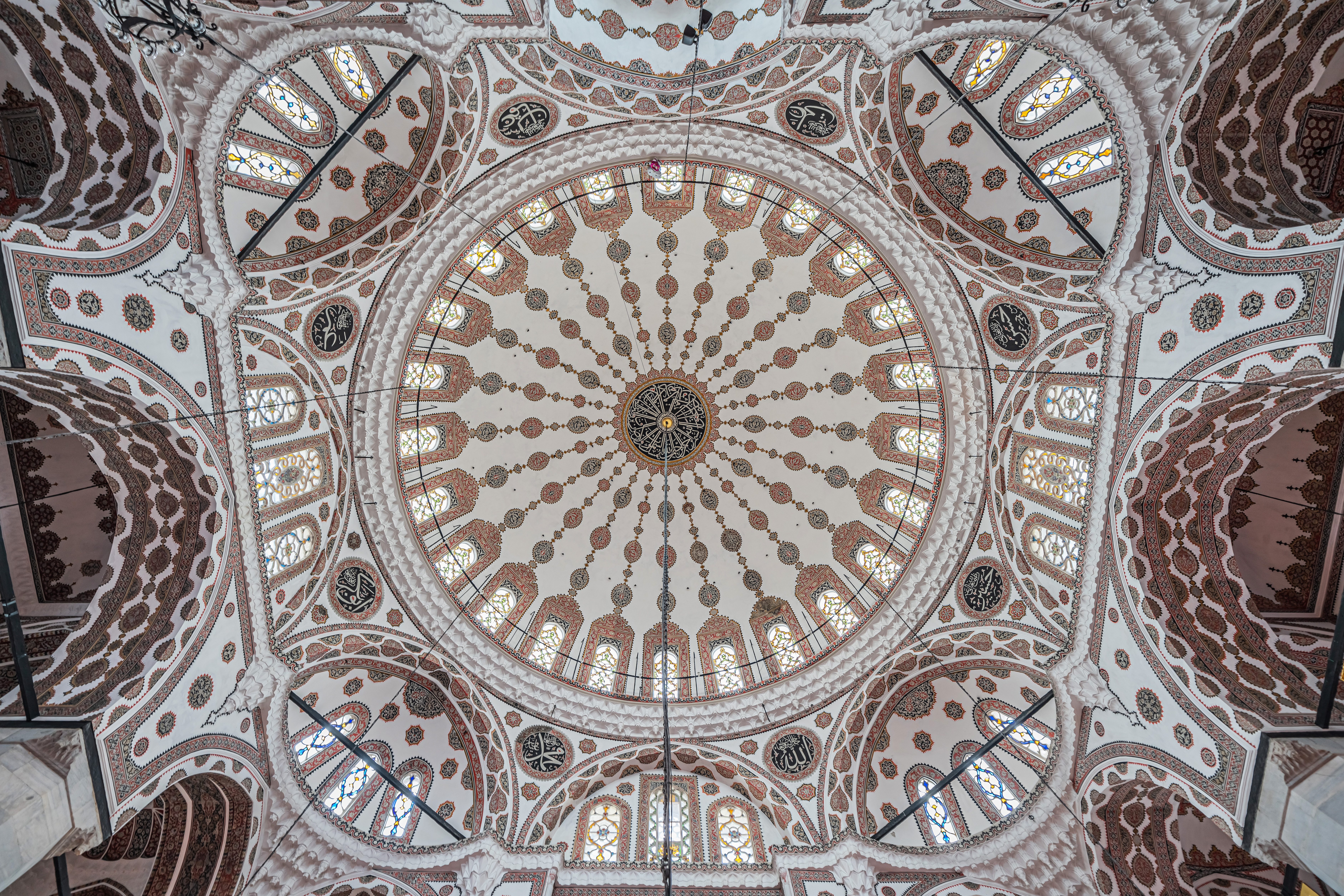
La mosquée Yeni Valide érigée par Emetullah Rabia Gülnuş.

## Sources
- (en) Cet article est partiellement ou en totalité issu de l’article de Wikipédia en anglais intitulé « Emetullah Rabia Gülnuş Sultan » (voir la liste des auteurs).